# باروخ مايرز
باروخ مايرز (بالإنجليزية: Baruch Myers)‏ هو حاخام أمريكي، ولد في 2 مايو 1964 في أورانج ‏ في الولايات المتحدة.